# Ööld

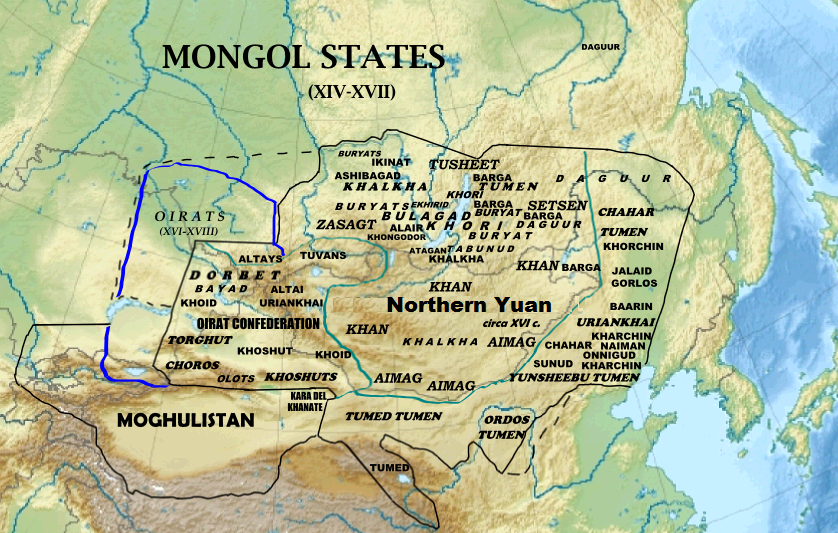
Verteilung der mongolischen Stämme in der Mongolei.

Die Ööld (mongolisch Өөлд Ööld, en.: Olot people, Eleut) sind eine oiratische ethnische Gruppe von westmongolischen Chorosen. Historisch war es einer der stärksten Stämme der Oiraten. Heute leben mongolische Ööld in den Sum (Landkreisen) Erdenebüren (Эрдэнэбүрэн) und Ölziit (Өлзийт). Einige Ööl leben auch in der  Region Hulun Buir (China) und ca. 40.000(?) in Xinjiang. Die Ölziit Olots wurden in die Gemeinschaft der Chalcha absorbiert, und die Erdenebüren Olots (ca. 3.000 Personen) behielten ihr oiratisches Abstammungsbewußtsein.